# Ramon Berenguer IV
|  | Per a altres significats, vegeu «Ramon Berenguer IV de Provença». |

Ramon Berenguer IV   (desconegut, 1113 - Burg de Sant Dalmau, 6 d'agost de 1162 (Gregorià))  dit el Sant, fou comte de Barcelona i Girona (1131-1162), príncep d'Aragó i comte de Ribagorça –on exercí la potestas i l'honor– (1137-1162) i regent del comtat de Provença (1144-1161) –on s'esmenta com a Ramon Berenguer II. En llatí: Raymundus Berengarii, Dei gratia comes Barchinone, princeps Aragonum atque Illerde ac Dertuse marchio.

## Biografia
Fill de Ramon Berenguer III i Dolça de Provença, a qui succeí en el tron comtal de Barcelona el 1131, mentre el seu germà Berenguer Ramon succeïa al seu pare en el tron comtal de Provença. Era net per línia paterna de Ramon Berenguer II i Mafalda de Pulla-Calàbria, i per línia materna de Gerbert de Gavaldà i Gerberga de Provença.
|  |                                                    |  |  |  |  |  |  |  |  |  |  |  |  |  |  |  |
|  | Berenguer Ramon I de Barcelona (el Corbat)         |  |  |  |  |  |  |  |  |  |  |  |  |  |  |  |
|  |                                                    |  |  |  |  |  |  |  |  |  |  |  |  |  |  |  |
|  |                                                    |  |  |  |  |  |  |  |  |  |  |  |  |  |  |  |
|  | Ramon Berenguer I de Barcelona (el Vell)           |  |  |  |  |  |  |  |  |  |  |  |  |  |  |  |
|  |                                                    |  |  |  |  |  |  |  |  |  |  |  |  |  |  |  |
|  |                                                    |  |  |  |  |  |  |  |  |  |  |  |  |  |  |  |
|  | Sança de Castella                                  |  |  |  |  |  |  |  |  |  |  |  |  |  |  |  |
|  |                                                    |  |  |  |  |  |  |  |  |  |  |  |  |  |  |  |
|  |                                                    |  |  |  |  |  |  |  |  |  |  |  |  |  |  |  |
|  | Ramon Berenguer II de Barcelona (el Cap d'Estopes) |  |  |  |  |  |  |  |  |  |  |  |  |  |  |  |
|  |                                                    |  |  |  |  |  |  |  |  |  |  |  |  |  |  |  |
|  |                                                    |  |  |  |  |  |  |  |  |  |  |  |  |  |  |  |
|  | Bernat I de la Marca                               |  |  |  |  |  |  |  |  |  |  |  |  |  |  |  |
|  |                                                    |  |  |  |  |  |  |  |  |  |  |  |  |  |  |  |
|  |                                                    |  |  |  |  |  |  |  |  |  |  |  |  |  |  |  |
|  | Almodis de la Marca                                |  |  |  |  |  |  |  |  |  |  |  |  |  |  |  |
|  |                                                    |  |  |  |  |  |  |  |  |  |  |  |  |  |  |  |
|  |                                                    |  |  |  |  |  |  |  |  |  |  |  |  |  |  |  |
|  | Amèlia de Rasès                                    |  |  |  |  |  |  |  |  |  |  |  |  |  |  |  |
|  |                                                    |  |  |  |  |  |  |  |  |  |  |  |  |  |  |  |
|  |                                                    |  |  |  |  |  |  |  |  |  |  |  |  |  |  |  |
|  | Ramon Berenguer III de Barcelona (el Gran)         |  |  |  |  |  |  |  |  |  |  |  |  |  |  |  |
|  |                                                    |  |  |  |  |  |  |  |  |  |  |  |  |  |  |  |
|  |                                                    |  |  |  |  |  |  |  |  |  |  |  |  |  |  |  |
|  | Tancred d'Hauteville                               |  |  |  |  |  |  |  |  |  |  |  |  |  |  |  |
|  |                                                    |  |  |  |  |  |  |  |  |  |  |  |  |  |  |  |
|  |                                                    |  |  |  |  |  |  |  |  |  |  |  |  |  |  |  |
|  | Robert Guiscard                                    |  |  |  |  |  |  |  |  |  |  |  |  |  |  |  |
|  |                                                    |  |  |  |  |  |  |  |  |  |  |  |  |  |  |  |
|  |                                                    |  |  |  |  |  |  |  |  |  |  |  |  |  |  |  |
|  | Fressenda                                          |  |  |  |  |  |  |  |  |  |  |  |  |  |  |  |
|  |                                                    |  |  |  |  |  |  |  |  |  |  |  |  |  |  |  |
|  |                                                    |  |  |  |  |  |  |  |  |  |  |  |  |  |  |  |
|  | Mafalda de Pulla-Calàbria                          |  |  |  |  |  |  |  |  |  |  |  |  |  |  |  |
|  |                                                    |  |  |  |  |  |  |  |  |  |  |  |  |  |  |  |
|  |                                                    |  |  |  |  |  |  |  |  |  |  |  |  |  |  |  |
|  | Sikelgaite de Salern                               |  |  |  |  |  |  |  |  |  |  |  |  |  |  |  |
|  |                                                    |  |  |  |  |  |  |  |  |  |  |  |  |  |  |  |
|  |                                                    |  |  |  |  |  |  |  |  |  |  |  |  |  |  |  |
|  | Ramon Berenguer IV de Barcelona (el Sant)          |  |  |  |  |  |  |  |  |  |  |  |  |  |  |  |
|  |                                                    |  |  |  |  |  |  |  |  |  |  |  |  |  |  |  |
|  |                                                    |  |  |  |  |  |  |  |  |  |  |  |  |  |  |  |
|  | Berenguer de Rodés                                 |  |  |  |  |  |  |  |  |  |  |  |  |  |  |  |
|  |                                                    |  |  |  |  |  |  |  |  |  |  |  |  |  |  |  |
|  |                                                    |  |  |  |  |  |  |  |  |  |  |  |  |  |  |  |
|  | Gerbert de Gavaldà                                 |  |  |  |  |  |  |  |  |  |  |  |  |  |  |  |
|  |                                                    |  |  |  |  |  |  |  |  |  |  |  |  |  |  |  |
|  |                                                    |  |  |  |  |  |  |  |  |  |  |  |  |  |  |  |
|  | Adela de Carlat                                    |  |  |  |  |  |  |  |  |  |  |  |  |  |  |  |
|  |                                                    |  |  |  |  |  |  |  |  |  |  |  |  |  |  |  |
|  |                                                    |  |  |  |  |  |  |  |  |  |  |  |  |  |  |  |
|  | Dolça de Provença                                  |  |  |  |  |  |  |  |  |  |  |  |  |  |  |  |
|  |                                                    |  |  |  |  |  |  |  |  |  |  |  |  |  |  |  |
|  |                                                    |  |  |  |  |  |  |  |  |  |  |  |  |  |  |  |
|  | Guillem II de Provença                             |  |  |  |  |  |  |  |  |  |  |  |  |  |  |  |
|  |                                                    |  |  |  |  |  |  |  |  |  |  |  |  |  |  |  |
|  |                                                    |  |  |  |  |  |  |  |  |  |  |  |  |  |  |  |
|  | Guifré I de Provença                               |  |  |  |  |  |  |  |  |  |  |  |  |  |  |  |
|  |                                                    |  |  |  |  |  |  |  |  |  |  |  |  |  |  |  |
|  |                                                    |  |  |  |  |  |  |  |  |  |  |  |  |  |  |  |
|  | Gerberga de Borgonya                               |  |  |  |  |  |  |  |  |  |  |  |  |  |  |  |
|  |                                                    |  |  |  |  |  |  |  |  |  |  |  |  |  |  |  |
|  |                                                    |  |  |  |  |  |  |  |  |  |  |  |  |  |  |  |
|  | Gerberga de Provença                               |  |  |  |  |  |  |  |  |  |  |  |  |  |  |  |
|  |                                                    |  |  |  |  |  |  |  |  |  |  |  |  |  |  |  |
|  |                                                    |  |  |  |  |  |  |  |  |  |  |  |  |  |  |  |

L'agost de 1150 es casà a Lleida amb Peronella Ramires, reina d'Aragó, i amb qui tingué cinc fills legítims:
- 1. l'infant Pere (1152- abans de 1158)
- 2. l'infant Ramon, (1157-1196); després «Alfons» rei d'Aragó i comte de Barcelona
- 3. l'infant Pere (1158-1181); després «Ramon Berenguer» comte de Cerdanya i de Provença
- 4. la infanta Dolça (1160-1198); reina consort de Portugal
- 5. l'infant Sanç (1161-1223); comte de Cerdanya, de Provença i de Rosselló

També se li coneix un fill bastard, Guillem Berenguer de Barcelona (?-1212), arquebisbe de Narbona.

## Príncep d'Aragó

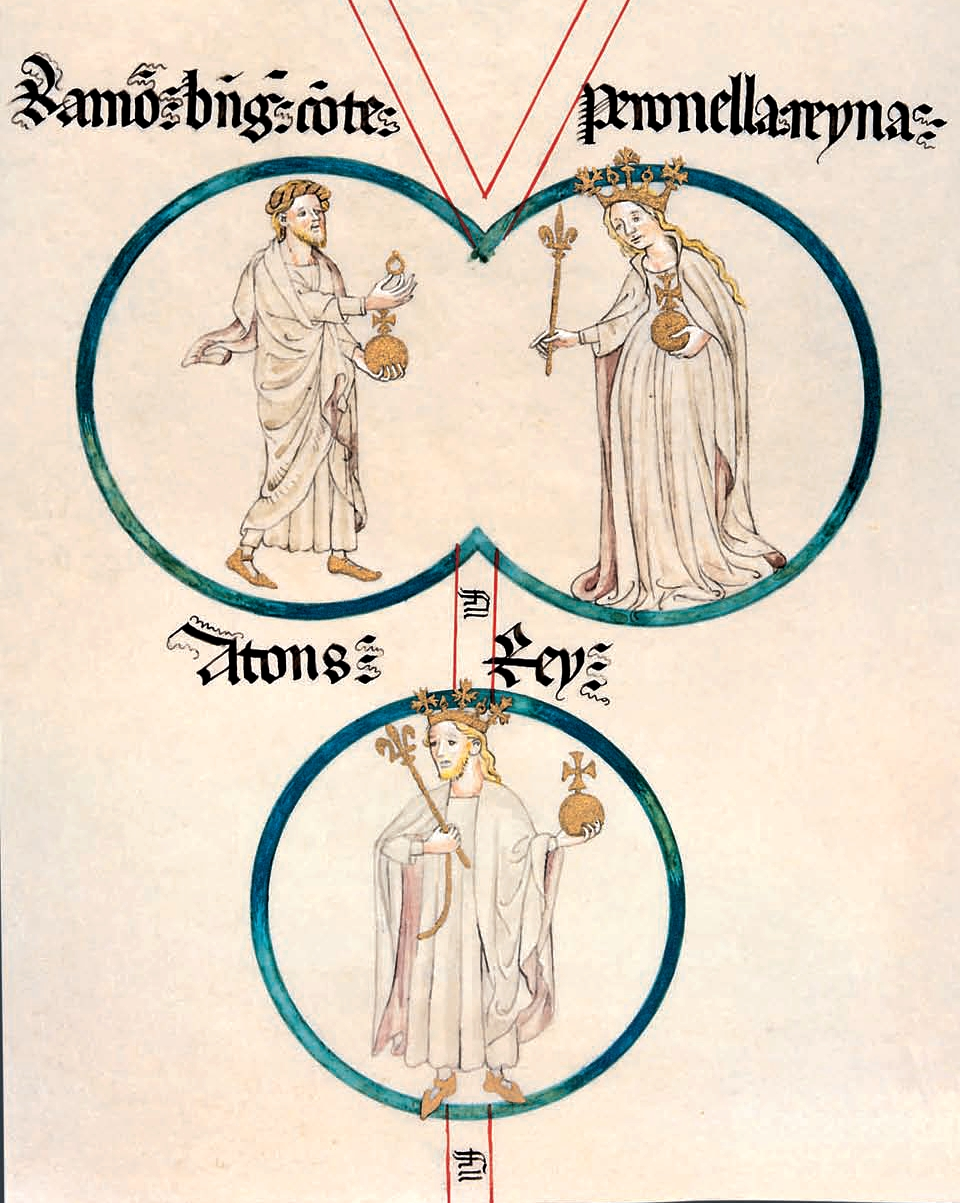
La doble ascendència dels reis del casal d'Aragó, en la Genealogia del casal d'Aragó (Poblet, 1400)

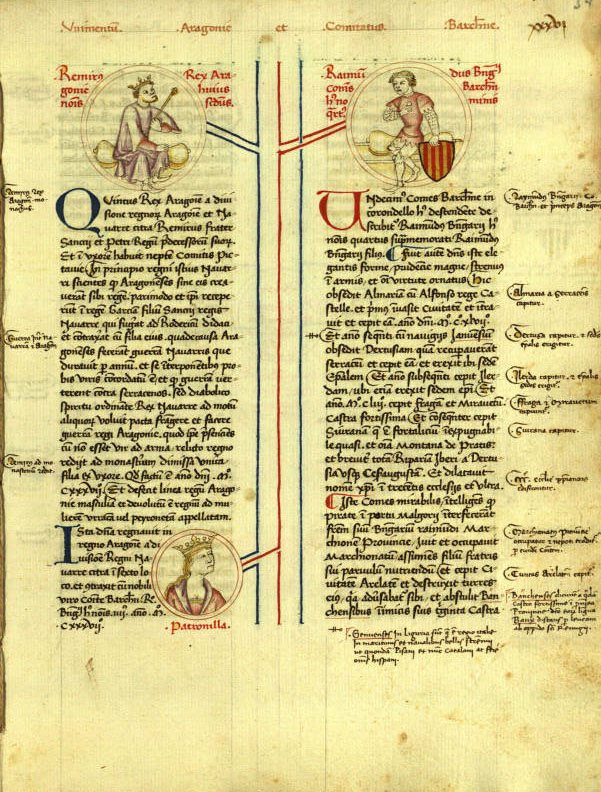
Genealogies dels comtes de Barcelona (manuscrit 246)

### Problema successori navarroaragonès
El testament s'emmarca en la problemàtica sorgida arran del testament d'Alfons I d'Aragó (1131) per la seva successió. El Regne de Saragossa fou ocupat per les tropes del rei Alfons VII de Lleó, però la Santa Seu exigí l'acompliment del testament i el lliurament efectiu de les rendes que generaven els regnes que havien estat sota el domini del rei d'Alfons I d'Aragó als ordes militars. Per tal de concebre un successor, Ramir II d'Aragó s'havia casat amb Agnès de Poitiers, la qual acabava d'engendrar no un baró, sinó una dona, Peronella d'Aragó, nascuda l'11 d'agost del 1136.
Davant d'aquesta situació, s'acordà el tractat d'Alagón (1136), mitjançant el qual es pactà el casament entre el fill primogènit del rei Alfons VII de Lleó, i l'acabada de néixer Peronella d'Aragó (que de resultes del tractat s'havia de passar a anomenar Urraca). El fet suposava que a llarg termini el regne d'Aragó passaria a la corona de Castella. A canvi, Alfons VII retornava la sobirania efectiva sobre el Regne de Saragossa a Ramir II d'Aragó, que al seu torn en cedia el control i la defensa a Alfons VII de Lleó, sempre que quan morís el retornés a Ramir II d'Aragó, que n'havia esdevingut el sobirà efectiu, tot i que a la llarga passaria a la seva filla Peronella (Urraca), i pel matrimoni pactat, a Sanç de Castella, primogènit d'Alfons VII de Castella.

### Capítols matrimonials de Barbastre
La noblesa aragonesa rebutjà el casament de Peronella amb el fill d'Alfons VII de Lleó, temorosos de caure sota el domini de Castella. Des del 24 d'agost del 1136 fins a l'11 d'agost del 1137, es va forjar un pacte entre Ramon Berenguer IV de Barcelona i Ramir II d'Aragó per tal de casar el jove comte de Barcelona de 23 anys, amb la filla del rei, Peronella d'Aragó, que tenia un any d'edat. El rei donà al comte la seva filla per muller amb el seu regne tal com s'estenia i havia posseït el seu pare i rei Sanç Ramires, rei d'Aragó i Pamplona, i pels seus germans els reis Pere i Alfons, quedant en llei i força els seus furs, costums i usatges que en temps dels seus predecessors havien tingut els aragonesos i eren vigents al regne. Quedava el comte com a rei en cas que la seva muller Peronella morís sense fills. També li encomanava les terres i súbdits en homenatge i jurament que li guardarien fidelment la vida i el cos del comte sense cap engany, i que l'obeirien lleialment, guardant la fidelitat que li devien a la seva filla, que era la seva senyora natural, amb la condició que si ella moria quedaria el regne subjecte al comte sense cap contradicció, i que el tindria i posseiria després de la mort del rei. Per la seva part, el rei Ramir II seria rei mentre visqués, i seria senyor i pare en el regne d'Aragó i en els comtats del comte de Barcelona mentre li plagués.

### La confirmació d'Ayerbe
El 27 d'agost del 1137, el rei Ramir II d'Aragó confirmà la declaració feta setze dies abans relativa a la declaració de Barbastre de qualsevulla donacions que poguera fer al Regne d'Aragó. L'historiador Antonio Ubieto Arteta assenyalà que la raó d'aquest document podria ser que el rei Ramir II d'Aragó hagués fet alguna donació a particulars després de signar els capítols matrimonials de Barbastre (1137), però que amb aquest document es comprometia a no fer-ne mai més cap, si no comptava amb l'aprovació del comte Ramon Berenguer IV; i que si en feia cap més sense el consentiment del comte, la donació seria considerada nul·la.

### La renúncia pública de Saragossa
El 13 de novembre del 1137, uns tres mesos després del pacte matrimonial, Ramir II d'Aragó comunicà als seus súbdits que havia fet donació de la seva filla i del seu regne al comte Ramon Berenguer IV de Barcelona. L'historiador Antonio Ubieto Arteta interpreta el document com un pas més del rei Ramir II d'Aragó en el deixament de l'exercici de drets i prerrogatives, i en què cedia la potestas (poder) reial al comte Ramon Berenguer IV, reservant-se tan sols la fidelitat que el comte de Barcelona li devia a Ramir II com a rei d'Aragó.

### Interpretació
Amb aquests documents es completava el procés successori:
- potestas (poder) reial d'Aragó: Ramir II va donar la potestas a Ramon Berenguer IV, que a partir d'aleshores va esdevenir governant i exercí el principatum (cabdillatge militar i govern) sobre els barons,
- honor (propietat) reial d'Aragó: Ramir II va donar la seva filla amb el seu regne a Ramon Berenguer IV. El comte de Barcelona mantindria la propietat del Regne d'Aragó fins i tot en el cas que Peronella morís, encara que aquest fet mai no succeí. Tot i que al document de renúncia signat a Barbastre l'11 d'agost no explícita l'entrega de l'honor, els documents del 27 d'agost i el 13 de novembre si que ho ratifiquen.[5][6]Tot i retirat, Ramir II es reservà la propietat de les esglésies. En haver rebut la donació del regne tant del rei Ramir d'una banda, com per part dels ordes militars de l'altra, va exercir el dominatum, com a senyor propietari del Regne d'Aragó, que en els testaments tant de Ramon com de Peronella fou donat al seu fill, el futur rei d'Aragó i comte de Barcelona Alfons el Cast,
- dignitat (títol) reial d'Aragó. El comte de Barcelona mai no fer ús de la dignitat reial, que Ramir II es reservà per ell. Fins i tot després de la mort d'aquest, el 1157, el comte de Barcelona no va prendre la dignitat reial, la titularitat del qual passà a Peronella. La dignitat (títol) que prengué Ramon Berenguer IV fou la de príncep dels aragonesos i dominador del regne dels aragonesos, dignitats que Ramon Berenguer IV sempre va posar en lloc secundari per darrere del seu títol principal i més important, el de ser comte de Barcelona.

## Dominador del Regne d'Aragó

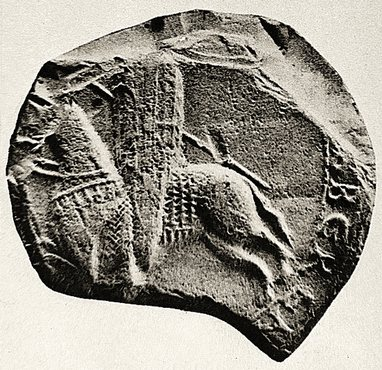
Segell de Ramon Berenguer IV, comte de Barcelona i príncep d'Aragó. Dels 7 segells de Ramon Berenguer, el més antic és de 1150

Malgrat la voluntat del difunt rei Alfons I «el Bataller» expressada en el seu testament, aquest tan sols podia lliurar els regnes acaptes (Regne de Saragossa), mentre que els regnes patrimonials (Regne d'Aragó, Regne de Pamplona, comtat de Ribagorça i comtat de Sobrarbe) havien de restar dins de la família. La política seguida per Ramon Berenguer IV «comes Barchinonensis, et Dei gratia regni dominator Aragonenesis», fou la d'aconseguir l'honor (propietat) del regne acapte de Saragossa i del regne patrimonial de Pamplona, el qual havia format part de la terra regis del difunt Alfons I d'Aragó i Pamplona.

### Tractat de Carrión
El tractat de Carrión és un tractat signat el 21 de febrer del 1140 a Carrión de los Condes (Regne de Lleó) entre el comte de Barcelona i príncep d'Aragó Ramon Berenguer IV i Alfons VII de Lleó, pel qual el comte recuperà la tinença del Regne de Saragossa, ocupat pel lleonès, a canvi de retre homenatge a Alfons VII i cedir-li algunes viles. També s'estipulava la invasió i repartiment de Navarra entre Aragó i Castella.

### Cessions dels ordes militars a Ramon Berenguer IV
El 1140, els ordes militars enviaren un delegat exigint l'acompliment del testament d'Alfons, rei d'Aragó i Pamplona. Van haver de seguir àrdues negociacions amb l'orde de l'Hospital el 1140, el del Sant Sepulcre el 1141 i el del Temple el 1143, hereus reials per designació d'Alfons I i que renunciaren a favor del comte català. Cal subratllar que la concessió es va fer a Ramon Berenguer; així, tant els ordes com el papa deixaven ben clar que consideraven vàlid el testament del rei Alfons i rebutjaven l'elecció del seu germà Ramir com a rei d'Aragó, així com els seus edictes i decisions. Els acords de cessió dels ordes militars en favor de Ramon Berenguer IV, i les compensacions que aquest hagué de concedir-los a canvi s'emmarquen en un període de necessitats econòmiques dels ordes militars, que, amb el suport del papat, varen veure l'ocasió d'obtenir el seu establiment a Aragó i Catalunya invocant el testament d'Alfons I d'Aragó, tres anys després de la mort d'aquest, i quan Ramon Berenguer havia afermat el seu poder sobre el Regne d'Aragó. És destacable que els ordes militars no obriren cap negociació per reclamar els drets que els corresponien sobre Navarra, ja que Alfons I havia estat tant rei d'Aragó com de Pamplona.
Antonio Ubieto Arteta interpretà la donació dels ordes militars considerant que, en un període en què aquestes tenien problemes econòmics i urgides pel papat, sis anys després que Alfons I d'Aragó i Pamplona hagués promulgat el testament, els ordes militars van veure-hi una ocasió per obtenir prebendes i establiments als territoris d'Aragó i de Catalunya a canvi de resoldre la qüestió testamentària d'Alfons I d'Aragó i Pamplona. Una interpretació diferent dels pactes amb els ordes militars la fa el professor Villacañas, segons el qual el problema radicava en el fet que el papa Innocenci II no estava disposat que el testament del Batallador fos ignorat. Així doncs, mai no va reconèixer ni el matrimoni de Ramir II d'Aragó, ni la legitimitat de la seva filla Peronella. En canvi, el papa estava interessat en un equilibri de poders en terres hispàniques, raó per la qual no recolzà els afanys imperials d'Alfons VII de Lleó, sinó que va afavorir que la renúncia dels ordes militars al testament d'Alfons I d'Aragó i Pamplona es fes directament en favor del comte de Barcelona. Així, Ramon Berenguer va trobar la manera d'unir el dret hereditari reconegut pels barons aragonesos en Ramir II, el dret transferit per l'Església catòlica romana en la donació dels ordes militars.

## Guerres baussenques a Occitània
El 1143, va ajudar Guillem VI de Montpeller a recuperar Montpeller, d'on havia estat expulsat per una revolta nobiliària. A la mort del seu germà, Berenguer Ramon I de Provença, i per la minoria del seu nebot Ramon Berenguer III de Provença, va assumir la regència del comtat de Provença, en el qual van continuar les guerres baussenques contra la senyoria dels Baus, aliats del comtat de Tolosa.

## Croada contra al-Mariyya

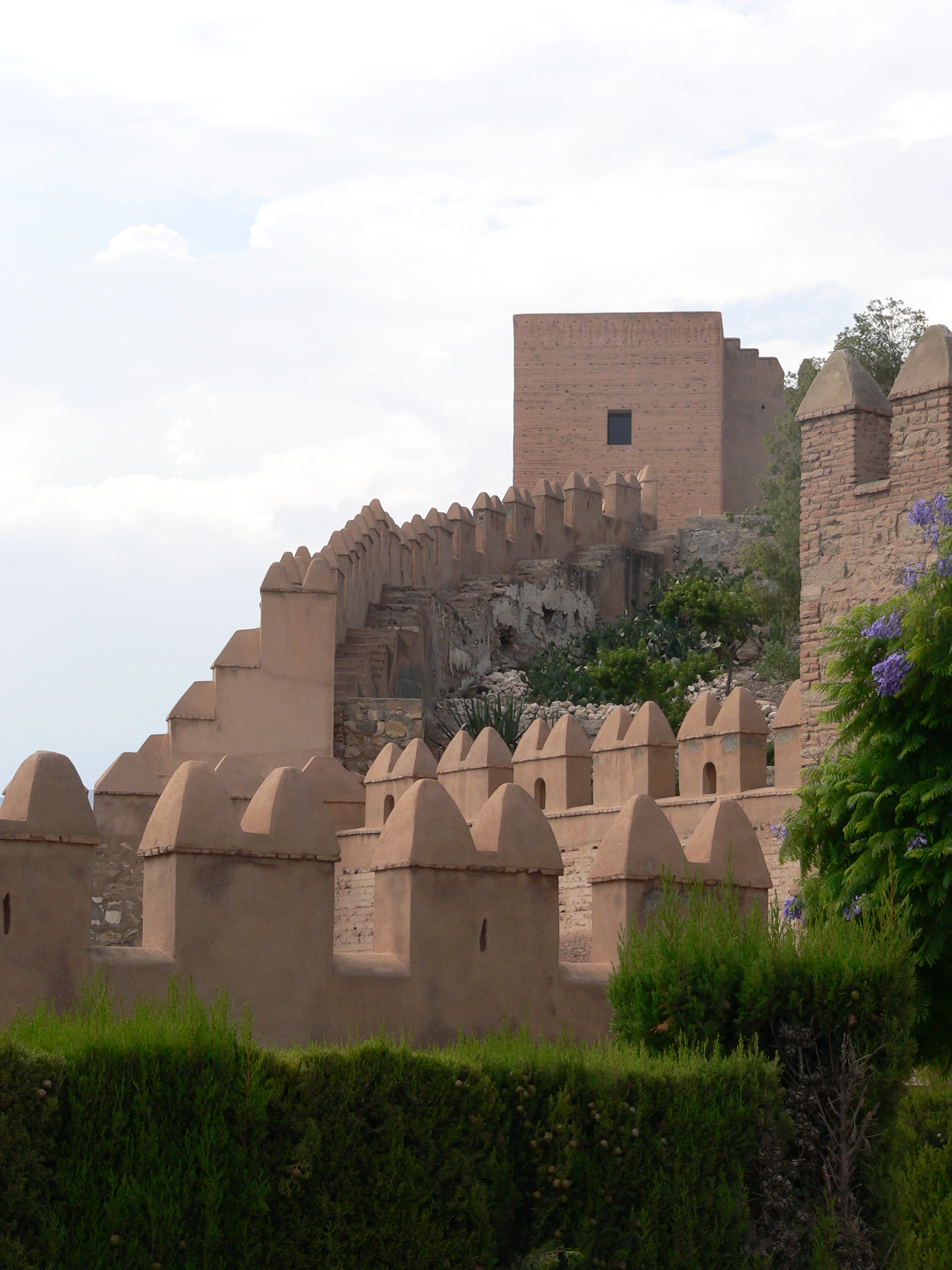
Alcassaba d'al-Mariyya

Des de la caiguda de Saragossa el 1118 els almoràvits havien anat perdent terreny; després d'una nova derrota contra el Regne de Portugal el 1139 en la batalla d'Ourique, els aristòcrates andalusins iniciaren la revolta contra els almoràvits (1144-1147), els quals consideraven uns intrusos incultes i intolerants que degradaven l'anterior cultura refinada dels regnes de taifes andalusins, però la rebel·lió esclatà mancada de coordinació i les distintes faccions revolucionàries es combatien entre si, apareixent un nou seguit d'emirats independents o taifes. El 1147, el sant Pare Eugeni III convocà una nova croada contra els almoràvits, equiparant-la a les campanyes contra els musulmans a la segona croada, per tal d'aprofitar la disgregació de l'Imperi almoràvit en regnes de taifes.
Ramon Berenguer IV va endegar agosarades expedicions per terres de Murciyya (1144) i Balànsiya (1146), mentre a l'altra banda de la península es conqueria Santarém i Lisboa. En aquest context, Alfons VII de Castella va convocar el novembre del 1146 la pau de San Esteban de Gormaz (1146) per tal d'establir una treva entre Garcia V de Navarra i Ramon Berenguer IV de Barcelona. D'aquesta manera, s'establí una treva temporal a la Guerra de successió navarroaragonesa i s'aliaven tots tres per preparar una nova croada contra la rica ciutat portuària d'al-Mariyya, el gran centre comercial de l'Àndalus i base d'operacions dels pirates sarraïns. Els genovesos van arribar a Barcelona amb 63 galeres i 163 vaixells menors; van pactar suport militar mutu a les respectives campanyes contra al-Mariyya i Turtuixa i van enviar 15 galeres al cap de Gata com a cos avançat fins que la resta de l'exèrcit estigués preparat. Entretant, l'exèrcit castellà comandat per Alfons VII de Castella, d'uns 5.000 soldats, i en què anava Ermengol VI d'Urgell, va sortir de Toledo el maig i va romandre a Medinaceli fins al juliol, quan va intentar guanyar posicions musulmanes de camí a al-Mariyya.
Els musulmans d'al-Mariyya disposaven d'un miler de naus diverses, però no pogueren fer front a l'estol de Ramon Berenguer IV i Guillem VI de Montpeller, que portava un exèrcit d'uns 100 cavallers croats comandats per García Fortuñones, amb el suport genovès i Pisà que es va incorporar després d'atacar Manûrqa. A finals d'agost va arribar l'estol comandat per Galceran de Pinós amb 15 galeres més, i els croats van acampar al port i van desembarcar les màquines de guerra, catapultes i torres de setge de les galeres mentre els sarraïns van fer tres infructuoses sortides per impedir-ho. Per la seva part, les tropes castellanes i navarreses van arribar per terra i es va iniciar els treballs d'expugnació amb una torre de setge, de manera que els defensors van atacar amb foc i manganells. El 18 d'octubre, 12 companyies de mil soldats es llençaren a l'atac, provocant una matança entre els ciutadans i capturant molts homes i dones com a presoners. Quatre dies més tard, va caure l'alcassaba i el botí fou de 30 milions de maravedís.

## Croada contra els emirats de Turtuxa, Làrida i Xibràna

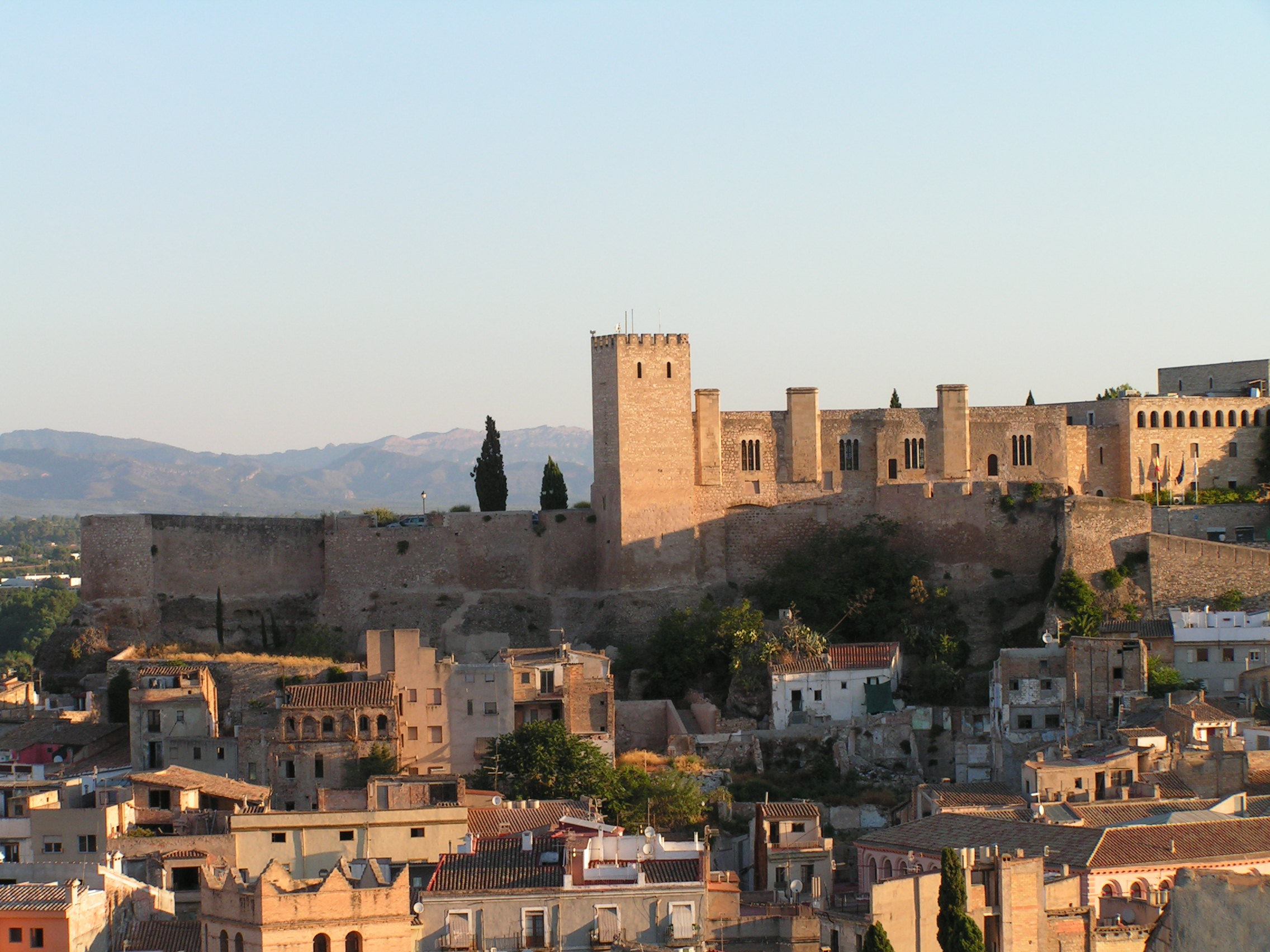
Suda de Turtuxa

A la banda catalana, amb l'ajut del comte Ermengol VI d'Urgell, Ramon conquerí la taifa de Tortosa (1148) i l'emirat de Larida (1149) a al-Mudhàffar. L'emirat de Xibràna, encimbellat a les muntanyes de Prades, fou el darrer reducte musulmà de Catalunya, ja que, governada pel valí Almira Almemoniz, va resistir fins al 1153, i fou conquerida per Bertran de Castellvell. Aquestes conquestes formaren el territori que, més tard, es va anomenar Catalunya Nova. Arran de la conquesta de Tortosa, va crear l'orde de l'Atxa, condecoració militar femenina.

## El casament
El casament de Ramon Berenguer IV i Peronella Ramires se celebrà a l'agost del 1150 a Lleida. La data del casament ha estat discutida entre els historiadors, però segons els registres notarials, la data més antiga en què s'esmenta el fet correspon a un document d'intercanvi de béns, datat el setembre del 1150; partint que abans del setembre del 1150 no hi ha cap referència al casament, aquest s'hauria produït l'agost del 1150, i fou recollida a posteriori pels següents registres notarials. A aquesta dada s'uneix el fet que Peronella va néixer el 29 de juny de 1136, i que els capítols matrimonials de Barbastre se signaren l'11 d'agost del 1137. Tot plegat indica que l'agost del 1150 la reina Peronella havia complert ja els 14 anys, la majoria d'edat mínima establerta pel dret canònic per poder contraure matrimoni. Al seu torn, Ramon Berenguer IV tenia 36 anys. El matrimoni a més d'altres, va ajudar en gran manera la construcció del monestir de Santa Maria a Vallbona de les Monges propulsat per l'eremita Ramon de Vallbona.

## El repartiment de les terres d'Hispània
El 1151, Alfons VII de Lleó i Ramon Berenguer IV van signar el tractat de Tudellén que, a part de renovar l'aliança antinavarresa, pretenia repartir-se l'Àndalus. Les terres de València, Dénia i Múrcia serien per als seus successors, els reis d'Aragó i comtes de Barcelona, terres per les quals, però, haurien de retre homenatge al rei castellà. Alcanyís fou conquerida pel comte l'any 1157, que després intentà apoderar-se de Morella infructuosament.

## Guerra contra el duc de Tolosa a Occitània
A començaments de 1147, declara la guerra contra Ramon I dels Baus, restablint Ramon Berenguer III de Provença el 1150 com a comtat de Provença. El 1155 Hug II dels Baus va obtenir la confirmació dels títols de l'emperador Frederic Barba-roja, i tornaren les hostilitats, i el 1156 Ramon Berenguer III fou confirmat de nou. Entre 1159 i 1160, el castell de Baus fou arrasat i el seu territori devastat per Ramon Berenguer IV i el 1162, Barba-roja va donar suport a Ramon Berenguer III de Provença, casat amb la seva neboda Riquilda de Polònia.
El 1154 va ser nomenat tutor de Gastó V de Bearn, iniciant la influència catalana al Vescomtat. El 1156 va atacar el comtat de Tolosa. En camí a entrevistar-se amb l'emperador Frederic I Barba-roja a Torí, morí a Borgo San Dalmazzo el 6 d'agost de 1162. Fou enterrat al monestir de Ripoll.

## Testament sacramental

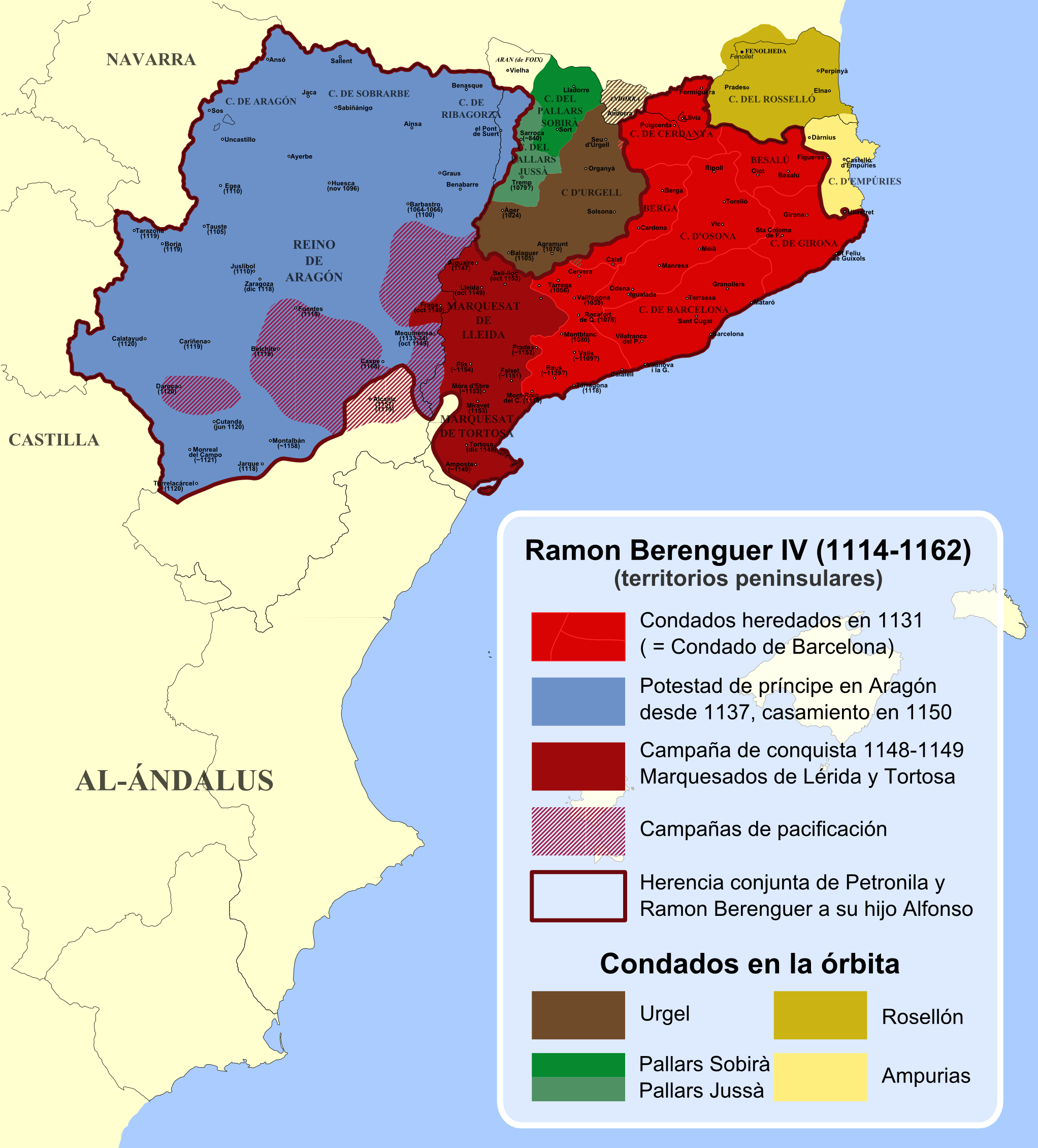
Territoris peninsulars sota el domini de Ramon Berenguer IV en el moment de la seva mort (1162)

El 4 d'agost del 1162 manifestà les seves darreres voluntats en presència del gran senescal de Barcelona Guillem Ramon I de Montcada, d'Albert de Castellvell, i del mestre Guillem, el seu capellà. Tres dies després, el 7 d'agost del 1162, morí el comte Ramon Berenguer IV de Barcelona. La lectura pública del testament es va fer en l'assemblea general d'Osca l'11 d'octubre del 1162.
- El comte deixava al seu fill primogènit anomenat Ramon (futur rei Alfons II d'Aragó «el Cast»), tot l'honor (propietat) que tenia a Aragó i Barcelona i en tots els seus dominis, excepció feta dels següents:
- L'honor (propietat) del comtat de Cerdanya tal com l'havia tingut Bernat Guillem (darrer comte de Cerdanya), la senyoria de Carcassona amb tota la seva terra i el feu que Ramon Trencavell I tenia per a ell, i els drets que tenia a Narbona i el feu que la vescomtessa Ermengarda de Narbona tenia. Tot això ho deixava al seu segon fill Pere (futur Ramon Berenguer IV de Provença), que ho tindria en feu del seu germà primogènit Ramon, a qui havia de retre homenatge per això.
- L'honor (propietat) del comtat de Besalú seria per a la seva muller Peronella I d'Aragó.

Si el primogènit Ramon moria sense fills legítims, el seu segon fill Pere rebria l'herència del primogènit, i la d'aquest passaria al tercer fill anomenat Sanç (futur Sanç de Barcelona i d'Aragó). I si Pere moria sense fills legítims, tot passaria al tercer fill Sanç. Així mateix, deixava com a tutor i protector dels seus fills el rei Enric II d'Anglaterra, amic seu i casat amb Elionor d'Aquitània, cosina de la reina Peronella.

## Sepulcre
Tal com disposà en el seu testament sacramental, el comte Ramon Berenguer IV de Barcelona fou sebollit al monestir de Santa Maria de Ripoll. En el Cronicó Rivipullense II i en un martirologi del monestir escrit a principis del segle xiii, es consignaren tant la mort del comte a Borgo San Dalmazzo, com el seu trasllat i sepultura a Ripoll, anotant que durant el trasllat del fèretre ocorregueren diversos miracles. Aquests miracles li valgueren l'apel·latiu del Sant, i per aquesta raó el seu sarcòfag, en lloc de situar-lo a la galilea (atri), fou dipositat a l'interior de l'església sobre columnes o pilastres de pedra, prop del tester del cor a mà esquerra. El sarcòfag de Ramon Berenguer IV estava format per una urna recoberta amb planxes de plata, a l'interior de la qual fou dipositada una altra urna de fusta amb el cos del comte. Per preservar la memòria de Ramon Berenguer IV, al monestir català es commemorava cada 6 d'agost la vigília de la seva mort, i així mateix, en totes les processons claustrals els monjos s'aturaven davant del seu sepulcre en senyal de devoció i cantaven una oració particular en sufragi de la seva ànima. Aquest culte incipient, però, no arribà a formalitzar-se als martirologis ni santorals ni en un procés de confirmació per part de les autoritats eclesiàstiques (hagués equivalgut a una beatificació per culte immemorial) i va quedar com un culte local que, en desaparèixer la comunitat monàstica, va quedar oblidat.
L'urna interior de fusta estava pintada amb l'efígie del comte assegut, amb espasa i ceptre, i un rètol amb lletra del segle xiv o xv que duia el següent epitafi: «Duc per la meva mare, rei per la meva muller, marquès pel meu pare: amb la guerra i la fam vaig escruixir els moros mentre vaig viure i sense menyscapte vaig mantenir del Senyor els seus drets». Segons Bofarull, a l'urna interior de fusta del sepulcre, a més de l'efígie del comte, també hi havia pintada la senyera reial, fet que denotaria una pràctica similar a l'observada en els sarcòfags del comte Ramon Berenguer II i d'Ermessenda, muller del comte Ramon Borrell, a la catedral de Girona.

### Profanació del sepulcre

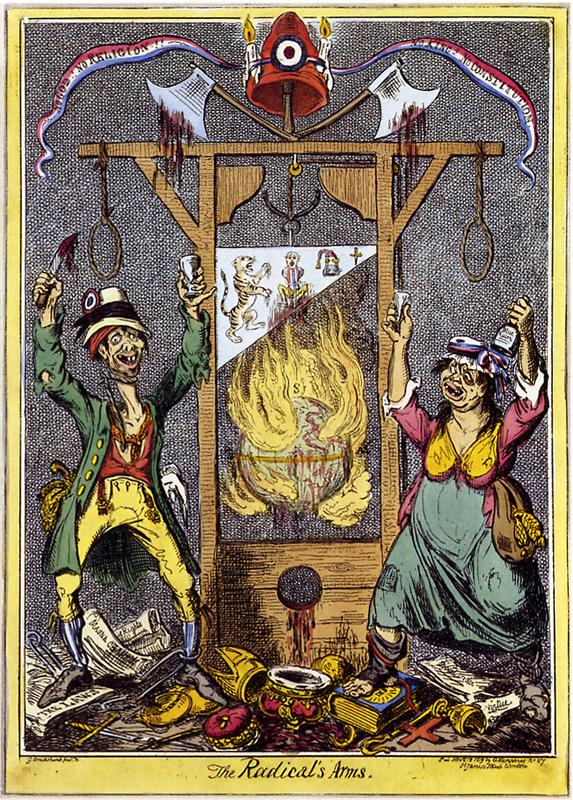
La convenció de la República Francesa instaurà el Regnat del Terror el 2 de setembre del 1793

Durant la Guerra Gran, l'11 de juny de 1794, les tropes republicanes envaïren i profanaren el monestir de Santa Maria de Ripoll. Els incidents començaren quan el comandant de les tropes franceses entrà a l'església de Ripoll i es fixà en el sepulcre de plata Ramon Berenguer IV; el prior del monestir intentà protegir el sepulcre recordant-li que allí hi havia enterrat un poderós príncep i al·legant que aquella església havia estat sota la protecció dels antics reis de França Lluís IV i Lotari I, els diplomes dels quals els monjos havien conservat durant segles. El comandant replicà al prior invocant el decret del 31 de juliol de 1793 de la Convenció Nacional de la República Francesa, fruit del fanatisme laic i anticatòlic del «culte de la raó i de l'Ésser suprem» imposat pels jacobins; el decret republicà ordenava que qualsevol tomba o mausoleu reial erigit en tota l'extensió de la República Francesa havia de ser destruït, al·legant també el comandant francès que l'octubre del 1793 tots els sepulcres reials de la basílica de Saint-Denis havien estat profanats. Rebutjà d'aquesta manera les súpliques del prior de Santa Maria de Ripoll i ordenà la profanació del sepulcre. Arrencaren les planxes de plata de l'urna exterior i en obrir l'urna interior de fusta descobriren la gran espasa del comte, que fou arrencada del cadàver, menystenint després les despulles mortals de Ramon Berenguer IV.
Fou arran de la profanació de 1794 que es decidí traslladar les restes del sepulcre; així, el 1803 s'obrí de nou l'urna de fusta i es comprovà que el cos del comte restava encara momificat i incorrupte, amb barba i cabell rossos i arrissats. Així mateix s'hi trobà el pergamí amb l'epitafi en llatí que glossava la vida del comte i que abans de la profanació havia penjat a l'exterior de l'urna de plata. Quedant tan sols l'urna de fusta amb les restes mortals, aquesta fou traslladada a la paret testera a mà dreta ben alta a l'església; fou allí on la veié Joaquín Villanueva el 1806, tres anys després del seu trasllat.

### Judici contra Ramon Berenguer IV i crema de les seves despulles

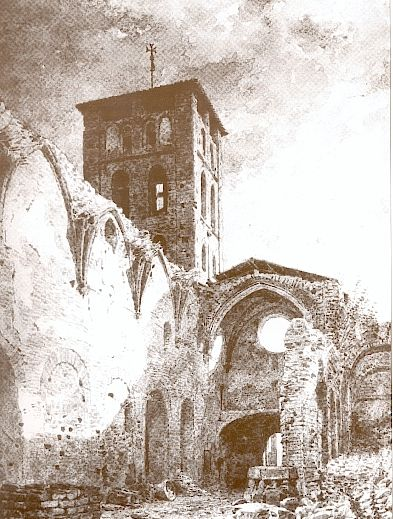
Església del Santa Maria de Ripoll després de l'atac de 1835

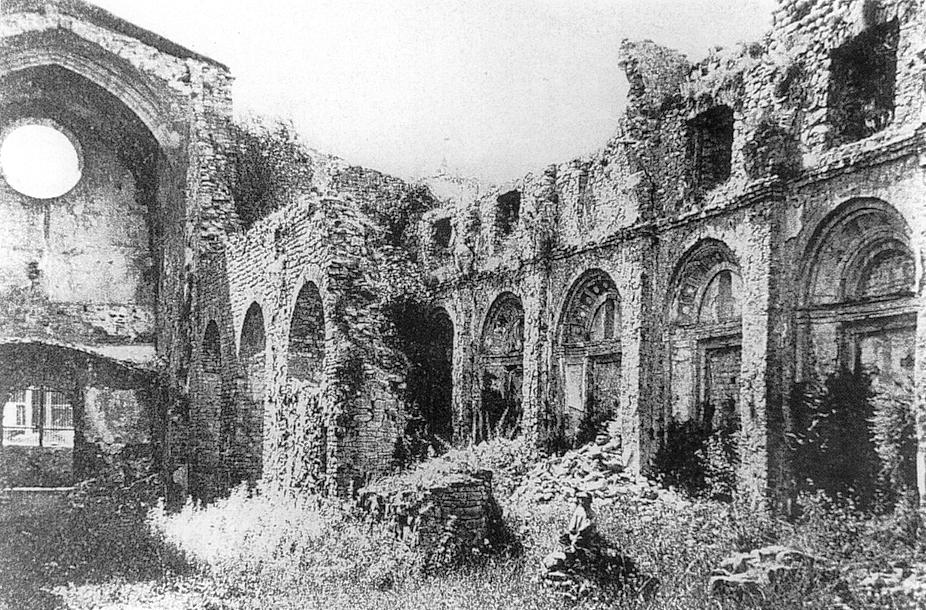
Església del Santa Maria de Ripoll després de l'atac de 1835

El 1833 va esclatar la Primera Guerra carlina. Davant la necessitat de tropes per a reprimir la rebel·lió, el capità general de Catalunya Manuel de Llauder i de Camín lliurà armes a la «milícia urbana» i amb elements radicals de Barcelona organitzà un cos franc de voluntaris anomenat tiradores de Isabel II, amb els quals sortí a la muntanya per eliminar el carlisme. El juny del 1835 el comandant del «batallón de tiradores de Isabel II», José Rodríguez, ordenà ocupar Ripoll amb 600 soldats. El 25 de juliol del 1835 el govern de Mendizàbal promulgà un reial decret que ordenava la supressió de tots els convents de menys de 12 monjos i l'expropiació dels seus béns per pagar el deute públic del govern espanyol, mentre a Barcelona després d'una corrida de toros els elements més fanàtics i anticatòlics proclamaren la revolució i encapçalaren la bullanga que cremà diversos monestirs de la ciutat. Arribaren a Ripoll les notícies del moviment revolucionari i dels saquejos dels convents del 25 de juliol de 1835. Els soldats del destacament dels «tiradores de Isabel II» frisaven per unir-se al moviment revolucionari de Barcelona, d'on procedien la majoria.
El 9 d'agost del 1835 l'exaltat destacament de «tiradores», embriagats després de dinar, sortiren a patrullar per la vila, i a les dues de la tarda, en sentir com el campanar tocava a vespres, s'alçà el crit: «los facciosos escalan el monasterio!». Seguiren l'assalt a les dependències del monestir, on els «tiradores» assassinaren dos monjos, Joan de Ros i Manuel de Llisach. Després d'això els «tiradores de Isabel II» es lliuraren al saqueig del temple, estassaren les santes imatges dels altars, esmicolaren l'estàtua de sant Benet, destrossaren l'orgue, esquinçaren les pintures i robaren els calzes sacres, els llantons i els canelobres; enmig de la destrucció, els «tiradores» destriaren els objectes de plata i d'or, mentre que la resta, ignorants del seu valor històric, fou llençada formant una pila.
Els «tiradores de Isabel II» es fixaren després en la solitària urna de fusta del comte Ramon Berenguer IV «el Sant»; s'hi amuntegaren, la profanaren, en tragueren el cadàver momificat, i mentre la turba laica insultava, trepitjava i escopia sobre les restes mortals del comte de Barcelona, els cabdills el sotmeteren a judici popular. Se li imputaren els crims d'haver expulsat el jou sarraí de Catalunya i de propagar la fe catòlica. Fou trobat culpable dels crims i condemnat a la foguera. Encengueren les teies i al crit de «visca la llibertat!» calaren foc als altars i als objectes sagrats que havien menyspreat, llençant a les flames el cadàver momificat de Ramon Berenguer IV; la resta de «tiradores» rebentaren els mil·lenaris sarcòfags dels antics abats del monestir, abocaren per terra les seves restes mortals, i també les llençaren a la foguera. Veient el desastre, alguns vilatans de Ripoll s'arriscaren a salvar allò que varen poder; d'entre aquests es destacà el jove metge Eudald Raguer i Batlle, que amb l'ajut d'altres pogueren salvar les restes de Ramon Berenguer III i d'altres antics prohoms del monestir. Ja entrada la nit, el fum asfixiant i les flames feren que la turba laica sortís de l'església; però quan semblava que ja havien satisfet les seves ànsies de saqueig i destrucció, havent lliurat a les flames l'abadia catòlica fundada mil anys enrere per Guifré el Pilós, s'alçà d'entre ells un nou crit: «al archivo! al archivo! a quemar el archivo!». La biblioteca de Santa Maria de Ripoll, bressol de Catalunya, receptacle d'un mil·lenni d'història, custòdia de centenars de cròniques, manuscrits, còdexs i homilies catalanes que dataven dels temps de l'abat Oliba, fou brutalment incendiada mentre es cridaven proclames progressistes i càntics revolucionaris.

### Cenotafi

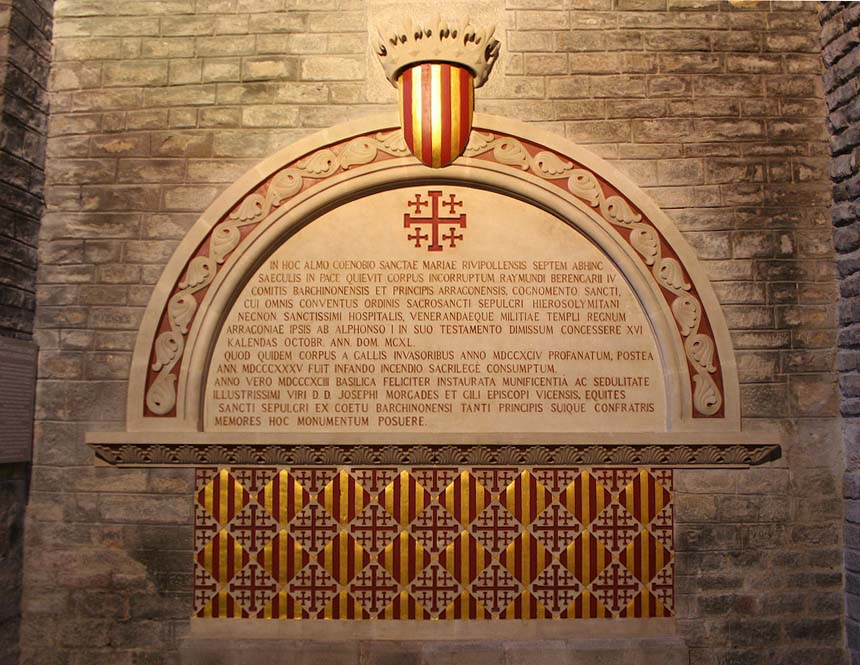
Cenotafi construït el 1893 a Santa Maria de Ripoll i pagat per l'orde del Sant Sepulcre en memòria de Ramon Berenguer IV

El 1886, el bisbe de Vic Josep Morgades va iniciar la reconstrucció del monestir de Santa Maria de Ripoll, que hagué de ser finançada majoritàriament per les mateixes aportacions particulars dels feligresos. L'1 de juliol del 1893 es consagrà de nou la basílica, i la tarda d'aquell mateix dia es feu la translació processional de les restes dels antics comtes de Barcelona i dels abats del monestir de Santa Maria de Ripoll que s'havien pogut salvar de la destrucció. No es pogué procedir així amb el comte Ramon Berenguer IV, perquè les seves despulles mortals havien estat cremades i s'havien perdut per sempre durant l'atac i saqueig del 1835; davant d'aquest fet, els cavallers catalans del capítol de Barcelona de l'orde del Sant Sepulcre acordaren pagar un cenotafi (monument commemoratiu) per «honorar la memòria del comte de Barcelona i recordar a les generacions venidores les virtuts que al comte li meresqueren l'apel·latiu de Sant» i també acordaren que es consignés una làpida recordant la cessió dels ordes militars per la qual els «ordes militars del Sant Sepulcre, de l'Hospital i del Temple cediren el dret que els pertanyia a posseir el Regne d'Aragó en virtut del testament d'Alfons I el Bataller, al comte de Barcelona Ramon Berenguer IV».
El monument commemoratiu es construí sota la direcció artística de l'arquitecte Elies Rogent i l'escultor Vives. La inscripció és de pedra calcària de les pedreres de Rimat (Lleida), té forma semicircular de 12 pams de diàmetre i hi ha la senyera reial i la creu de l'orde del Temple; el text de la inscripció proposat pel bisbe Moragades, malgrat no ser de la conformitat de la Reial Acadèmia de la Història, fou el següent: In hoc almo Coenobio Sanctae Mariae Rivipollensis septem abhinc saeculis in pace quievit corpus incorruptum Raimundi Berengarii IV Comitis Barchinonensis et Principis Arragonensis, cognomento Sancti cui omnis conventus Ordinis Sacrosancti Sepulcri Hierosolymitani necnon sanctissimi Hospitalis, venerandaeque militiae Templi regnum Arragoniae ipsis ab Alphonso I in suo testamento dimissum concessere XVI kalendas Octobr. ann. MCXL. Quod quidem corpus a Gallis invasoribus ann. MDCCXCIV profanatum, postea ann. MDCCCXXXV fuit infando incendio sacrilege consumptum. Anno vero MDCCCXCIII Basilica féliciter instaurata munificentia ac sedulitate Illustrissimi viri D. D. Josephi Morgades et Gili Episcopi Vicensis Equites Sancti Sepulcri ex Coetu Barchinonensi tanti Principis suique confratris memores hoc monumentum posuere.

## Títols i successors
- A octubre del 1138: Ego Raimundus Dei gratia Barchinonensis comes et marchio ac princeps Aragonensis[52]
- A novembre del 1142: Ego Raimundus, comes barchilonensis, et princeps aragone, atque dominus cesaraugustane ciuitatis, et Daroce[53]
- A 27 de novembre del 1143: Ego Raimundus Berengarius, comes Barchinonensis, et Dei gratia regni dominator Aragonenesis[54]
- A 1149: Ego Raimundus Berengarii, comes gratia Dei Barchilonensis, princeps Aragonensis, atque llerde et Tortose marchio[55]
- A desembre del 1151: Ego Raymundus, Dei gratia comes Barchinonensis, princeps Aragonensis, Tortose, Ilerdeque marchio et dux Provincie[56]
- A desembre del 1154: Ego Raimundus, Dei gratia comes Barchinonensis et princeps Aragonensis[57]
- A novembre del 1157: Ego, Raymundus Berengarius, comes Barchinonensis et princeps Aragonum[58]

| Ramon Berenguer IV Casal de BarcelonaNaixement: 1114 Mort: 1162                                                                  | |                                                                                         |
| Títols | |                                                                                         |
| Precedit per: Ramon Berenguer III de Barcelona "el Gran" (pare)                                                                  | Comte de Barcelona (Llista de comtes de Barcelona) - Principatus - Comtat de Barcelona, Comtat de Girona, Comtat d'Osona, Comtat de Manresa, Comtat de Cerdanya, Comtat de Conflent, Comtat de Berga, Comtat de Besalú, Comtat de Ripoll (1131–1162) | Succeït per: Ramon Berenguer de Barcelona i d'Aragó (fill) — Com a: — Comte de Cerdanya |
| Precedit per: Ramon Berenguer III de Barcelona "el Gran" (pare)                                                                  | Comte de Barcelona (Llista de comtes de Barcelona) - Principatus - Comtat de Barcelona, Comtat de Girona, Comtat d'Osona, Comtat de Manresa, Comtat de Cerdanya, Comtat de Conflent, Comtat de Berga, Comtat de Besalú, Comtat de Ripoll (1131–1162) | Succeït per: Alfons II d'Aragó "el Cast" (fill)                                         |
| — Nova creació: — En els Capítols matrimonials de Barbastre el rei Ramir II d'Aragó es reservà la dignitat (títol) de rei (1137) | Príncep d'Aragó - Tenia sota el seu domini la: - * potestas (poder) reial d'Aragó * honor (propietat) del regne d'Aragó (1137–1162) |                                                                                         |
| — Territori conquerit: — Conquesta de Tortosa (1148)                                                                             | Marquès de Tortosa (1148–1162) |                                                                                         |
| — Territori conquerit: — Conquesta de Lleida (1149)                                                                              | Marquès de Lleida (1149–1162) |                                                                                         |
| Precedit per: Berenguer Ramon I de Provença (germà) Territori reconquerit en les Guerres baussenques contra Ramon I dels Baus    | Comte de Provença (Llista de comtes de Provença) (~1150-1154) | Succeït per: Ramon Berenguer III de Provença (nebot)                                    |